# 薩維地產
薩維地產（Sacyr Vallehermoso, S.A.，西班牙語發音：[saˈθir βaʎerˈmoso]）是一家總部位於西班牙馬德里的建築公司。1986年成立，當時名為Sociedad Anónima Caminos y Regadíos。1991年更名為Sacyr。2002年獲得1921年成立的房屋業務公司Vallehermoso24.5%的股份。次年更現名。

## 外部連結
- 官方网站